# Arrancy-sur-Crusnes
Pour les articles homonymes, voir Arrancy.
Arrancy-sur-Crusnes (appelée Arrancy-sur-Crusne jusqu'en décembre 2021), est une commune française située dans le département de la Meuse, en région Grand Est.

## Géographie

### Situation
Arrancy est un village bâti en amphithéâtre sur une colline surplombant le ruisseau des Eurantes, affluent de la Crusnes.
Son territoire de 2 075 ha, est situé à l'extrême nord-est du département de la Meuse à la limite de la Meurthe-et-Moselle. Il est parcouru par deux voies SNCF (Calais-Bâle et Longuyon-Nancy), par la RN 18 et la CD 66, par un gazoduc, par une liaison souterraine des lignes téléphoniques internationales et par une ligne EDF de 400 kV.

### Écarts et lieux-dits
Trois écarts dépendent de la commune : Lopigneux, Les Eurantes, La Ferme Saint-Martin,.

### Communes limitrophes
| Longuyon            | Beuveille             | Beuveille             |
| Rouvrois-sur-Othain | Arrancy-sur-Crusnes   | Beuveille             |
| Rouvrois-sur-Othain | Han-devant-Pierrepont | Han-devant-Pierrepont |

### Hydrographie

#### Réseau hydrographique
La commune est dans le bassin versant de la Meuse au sein du bassin Rhin-Meuse. Elle est drainée par la Crusnes, le ruisseau des Eurantes et le ruisseau de la Belle Fontaine,.
La Crusnes, d'une longueur de 32 km, prend sa source dans la commune de Errouville et se jette  dans la Chiers à Longuyon, après avoir traversé douze communes.

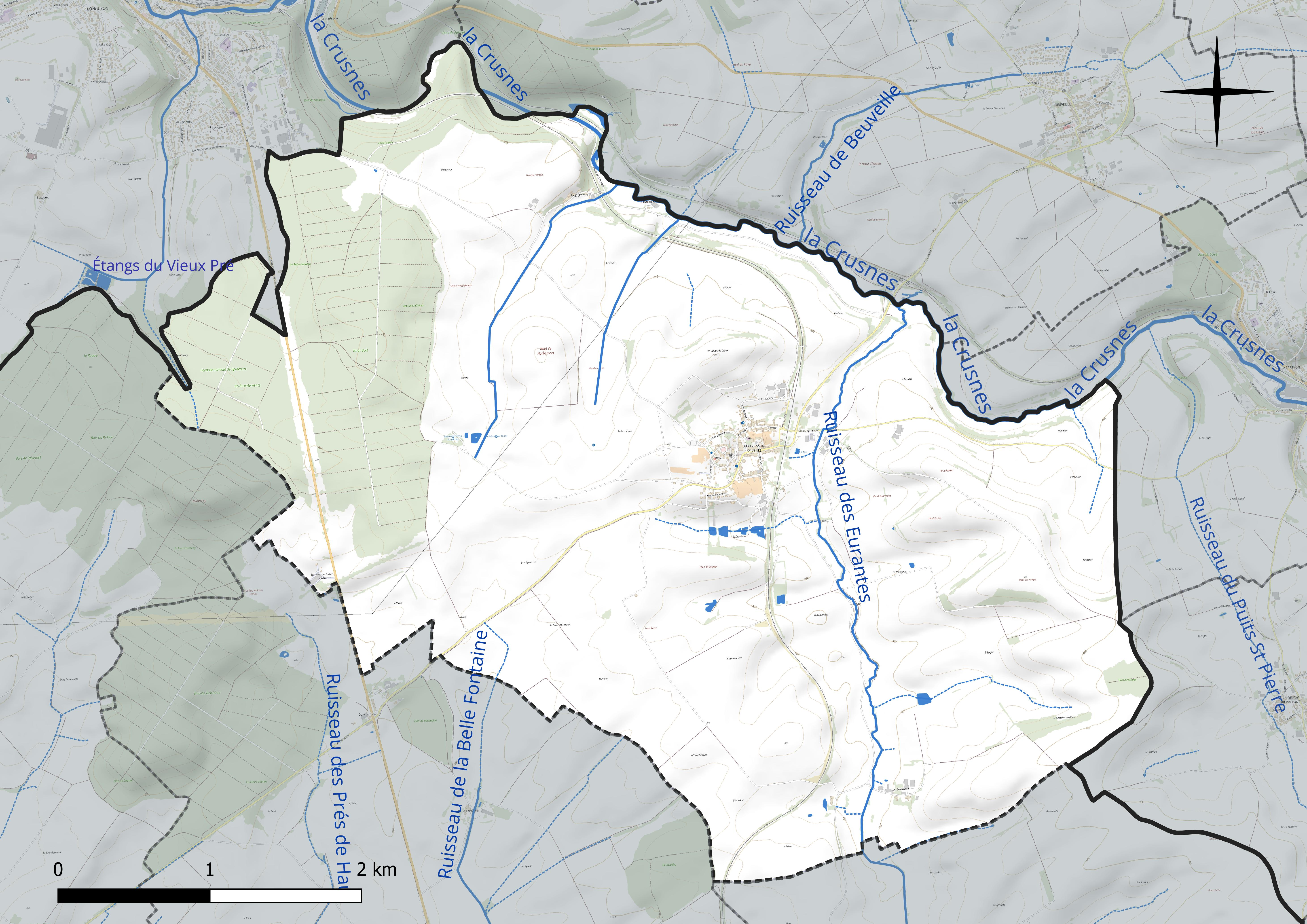
Réseau hydrographique d'Arrancy-sur-Crusne.

#### Gestion et qualité des eaux
Le territoire communal est couvert par le schéma d'aménagement et de gestion des eaux (SAGE) « Bassin ferrifère ». Ce document de planification concerne le périmètre des anciennes galeries des mines de fer, des aquifères et des bassins versants hydrographiques associés qui s’étend sur 2 418 km2. Les bassins versants concernés sont celui de la Chiers en amont de la confluence avec l'Othain, et ses affluents (la Crusnes, la Pienne, l'Othain), celui de l'Orne et ses affluents et celui de la Fensch, le Veymerange, la Kiesel et les parties françaises du bassin versant de l'Alzette et de ses affluents (Kaylbach, ruisseau de Volmerange). Il a été approuvé le 27 mars 2015. La structure porteuse de l'élaboration et de la mise en œuvre est la région Grand Est.
La qualité des cours d’eau peut être consultée sur un site dédié géré par les agences de l’eau et l’Agence française pour la biodiversité.

### Climat
Pour des articles plus généraux, voir Climat du Grand Est et Climat de la Meuse.
En 2010, le climat de la commune est de type climat de montagne, selon une étude du Centre national de la recherche scientifique s'appuyant sur une série de données couvrant la période 1971-2000. En 2020, Météo-France publie une typologie des climats de la France métropolitaine dans laquelle la commune est dans une zone de transition entre le climat océanique altéré et le climat océanique altéré et est dans la région climatique Lorraine, plateau de Langres, Morvan, caractérisée par un hiver rude (1,5 °C), des vents modérés et des brouillards fréquents en automne et hiver.
Pour la période 1971-2000, la température annuelle moyenne est de 9,6 °C, avec une amplitude thermique annuelle de 16 °C. Le cumul annuel moyen de précipitations est de 899 mm, avec 13,1 jours de précipitations en janvier et 9,5 jours en juillet. Pour la période 1991-2020, la température moyenne annuelle observée sur la station météorologique de Météo-France la plus proche, « Villette », sur la commune de Villette à 11 km à vol d'oiseau, est de 10,1 °C et le cumul annuel moyen de précipitations est de 909,4 mm. 
La température maximale relevée sur cette station est de 39 °C, atteinte le 25 juillet 2019 ; la température minimale est de −14,8 °C, atteinte le 20 décembre 2009,,.
Les paramètres climatiques de la commune ont été estimés pour le milieu du siècle (2041-2070) selon différents scénarios d'émission de gaz à effet de serre à partir des nouvelles projections climatiques de référence DRIAS-2020. Ils sont consultables sur un site dédié publié par Météo-France en novembre 2022.

## Urbanisme

### Typologie
Au 1er janvier 2024, Arrancy-sur-Crusnes est catégorisée commune rurale à habitat dispersé, selon la nouvelle grille communale de densité à sept niveaux définie par l'Insee en 2022.
Elle est située hors unité urbaine. Par ailleurs la commune fait partie de l'aire d'attraction de Longwy, dont elle est une commune de la couronne,. Cette aire, qui regroupe 23 communes, est catégorisée dans les aires de moins de 50 000 habitants,.

### Occupation des sols

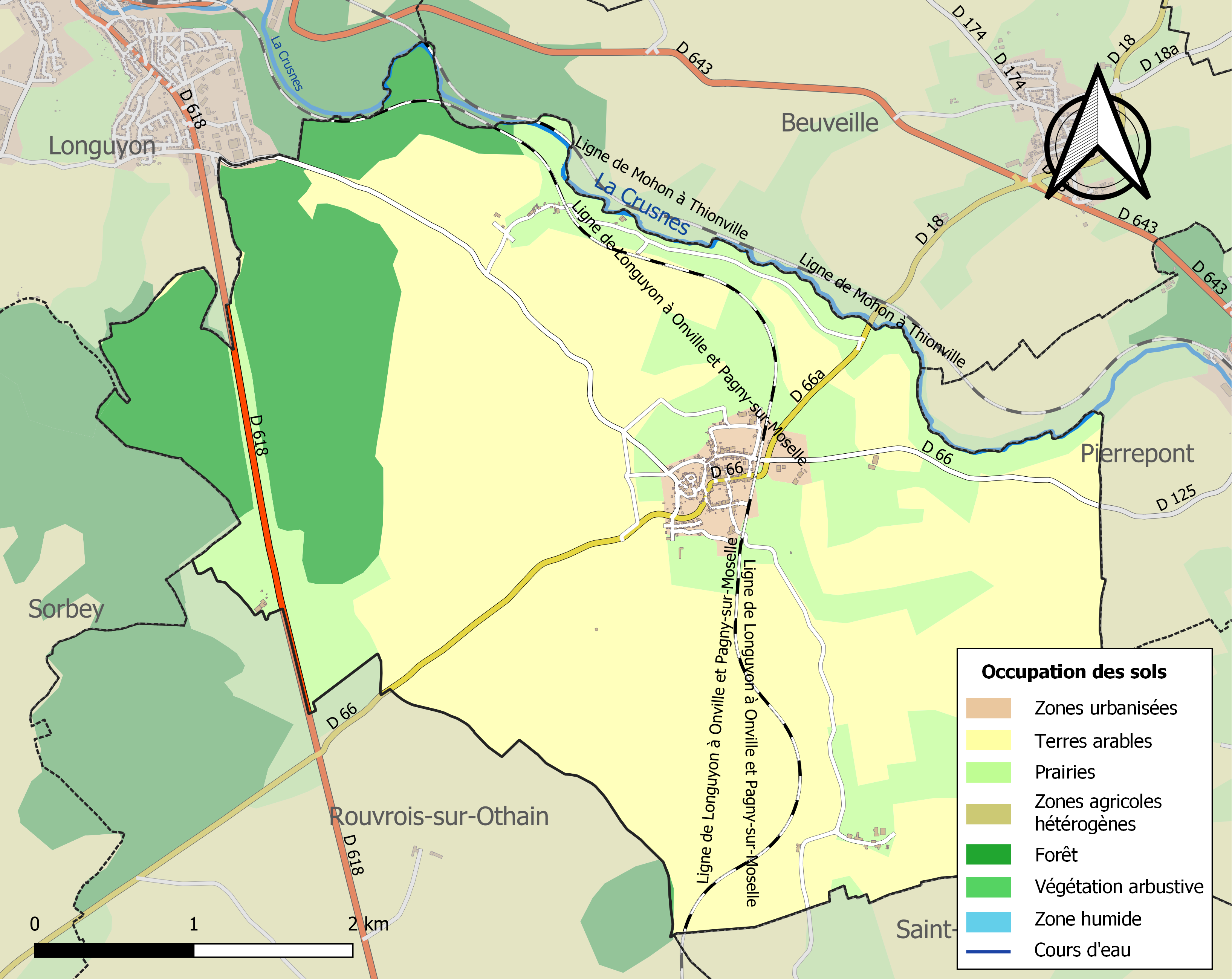
Carte des infrastructures et de l'occupation des sols de la commune en 2018 (CLC).

L'occupation des sols de la commune, telle qu'elle ressort de la base de données européenne d’occupation biophysique des sols Corine Land Cover (CLC), est marquée par l'importance des territoires agricoles (81,3 % en 2018), une proportion sensiblement équivalente à celle de 1990 (82,1 %). La répartition détaillée en 2018 est la suivante : 
terres arables (61,6 %), prairies (19,7 %), forêts (16,3 %), zones urbanisées (2,4 %), zones industrielles ou commerciales et réseaux de communication (0,1 %).
L'IGN met par ailleurs à disposition un outil en ligne permettant de comparer l’évolution dans le temps de l’occupation des sols de la commune (ou de territoires à des échelles différentes). Plusieurs époques sont accessibles sous forme de cartes ou photos aériennes : la carte de Cassini (XVIIIe siècle), la carte d'état-major (1820-1866) et la période actuelle (1950 à aujourd'hui).

## Toponymie
Le nom de la localité est attesté sous la forme latine Aranceium en l'an 1046, 1049, 1127 ; les formes Arrecein en 1231 ; Arrancey en 1249.
La commune d'Arrancy-sur-Crusne change officiellement de nom pour devenir Arrancy-sur-Crusnes après délibération du conseil municipal du 2 décembre 2021 et par décret du 30 décembre 2021.
La Crusnes est le nom de la rivière qui prend sa source sur le territoire de la commune.

## Histoire
Les origines du village sont assez obscures car nous n'avons pas de certitudes de dates et de conditions de la création d'Arrancy. Selon Jeantin, Arrancy et les Eurantes formaient « aux temps anciens » (sans précision) un seul domaine de sept fermes. Faut-il entendre par là une vaste « villa » mérovingienne puis carolingienne ? Harbulot (dans la Meuse d'autrefois), suggère en regard des lumières de la toponymie, une origine gallo-romaine ; l'actuel toponyme ayant été composé (comme nous l'avons mentionné plus haut) d'un nom de propriétaire suivi de la désinence « -acum » qui s'est transformé en -ey au fil des temps, puis en -y. Faute de certitude, il apparaît qu'Arrancy a été créé vers 560 en même temps que Remenoncourt, tandis que les Eurantes sont données en 596, par le duc Eleutère et sa fille Waldrade première, abbesse de Saint-Pierre-aux-Nonains de Metz.
Le village remonte à une haute antiquité, comme la plupart des localités lorraines, de nombreux vestiges antiques en sont le témoignage. On dit qu'Aigulphe, évêque de Metz (578-598), procura par la faveur de Thibert, roi d'Austrasie, la terre d'Arrancy (Aranceim) à l'abbaye de Saint-Pierre de Metz. Le chapitre de la cathédrale de Verdun possédait à Arrancy des biens mentionnés dans la bulle de Léon IX en 1049. Après avoir fait partie du comté de Bar, Arrancy fut compris dans les Terres Communes, appartenant par indivis aux comtes de Bar et de Luxembourg. Entre 1193 et 1212, il obtint une charte d'affranchissement d'Ermesinde, comtesse de Luxembourg et de Thiébaut Ier de Bar, comte de Stenay et de Briey son mari.
Le village demeura en possession des deux maisons jusqu'en 1601, époque où une convention entre le duc Charles III de Lorraine et l'infante Isabelle, régente des Pays-Bas, l'assigna définitivement à la Lorraine.
Il était rattaché au diocèse de Trèves (archidiaconé et doyenné de Longuyon).
La ferme nommée Fontaine-Saint-Martin, était une cense placée sous la suzeraineté commune des ducs de Bar et de ceux de Luxembourg de 1270 à 1603.
Le village est sur l'itinéraire culturel "La Route de Goethe - Campagne de France 1792" de Weimar à Valmy.

## Politique et administration
| Période                                  | Période  | Identité                                       | Étiquette | Qualité        |
| ---------------------------------------- | -------- | ---------------------------------------------- | --------- | -------------- |
| Les données manquantes sont à compléter. |          |                                                |           |                |
| mars 2001                                | En cours | Massimo Trinoli Réélu pour le mandat 2020-2026 |           | Ancien employé |

## Équipements et services publics
→ Conseils pour la rédaction de cette section.

## Population et société

### Démographie
L'évolution du nombre d'habitants est connue à travers les recensements de la population effectués dans la commune depuis 1793. Pour les communes de moins de 10 000 habitants, une enquête de recensement portant sur toute la population est réalisée tous les cinq ans, les populations de référence des années intermédiaires étant quant à elles estimées par interpolation ou extrapolation. Pour la commune, le premier recensement exhaustif entrant dans le cadre du nouveau dispositif a été réalisé en 2005.

En 2022, la commune comptait 458 habitants, en évolution de −6,72 % par rapport à 2016 (Meuse : −4,4 %, France hors Mayotte : +2,11 %).
| 1793 | 1800 | 1806 | 1821 | 1831 | 1836 | 1841 | 1846 | 1851 |
| ---- | ---- | ---- | ---- | ---- | ---- | ---- | ---- | ---- |
| 840  | 767  | 834  | 798  | 780  | 770  | 730  | 775  | 801  |

| 1856 | 1861 | 1866 | 1872 | 1876 | 1881 | 1886 | 1891 | 1896 |
| ---- | ---- | ---- | ---- | ---- | ---- | ---- | ---- | ---- |
| 785  | 764  | 755  | 785  | 900  | 803  | 735  | 704  | 735  |

| 1901 | 1906 | 1911 | 1921 | 1926 | 1931 | 1936 | 1946 | 1954 |
| ---- | ---- | ---- | ---- | ---- | ---- | ---- | ---- | ---- |
| 694  | 661  | 643  | 470  | 482  | 539  | 478  | 440  | 452  |

| 1962 | 1968 | 1975 | 1982 | 1990 | 1999 | 2005 | 2006 | 2010 |
| ---- | ---- | ---- | ---- | ---- | ---- | ---- | ---- | ---- |
| 461  | 447  | 406  | 361  | 365  | 322  | 383  | 393  | 479  |

| 2015 | 2020 | 2022 | - | - | - | - | - | - |
| ---- | ---- | ---- | - | - | - | - | - | - |
| 493  | 466  | 458  | - | - | - | - | - | - |

## Économie
→ Conseils pour la rédaction de cette section.

## Culture locale et patrimoine

### Lieux et monuments

#### Édifices religieux
- L'Église Saint-Maurice d'Arrancy-sur-Crusnes  Inscrite MH (1994)[25] remonte au XIe siècle d'après l'abbé Joffin ; fort curieuse, sa nef est du début du XIIIe siècle et deux bas côtés du XVe. Elle possède deux chapelles du XVIe siècle. Celle de Saint-Jean, ultérieurement consacrée à Notre-Dame-de-la-Salette est du XIe siècle. Elle a conservé un retable aux douze apôtres du XVe siècle. L'actuelle église a été érigée en 1448 et le chœur a été rebâti en 1712 par l'abbesse de Saint-Pierre-aux-Nonains et le clocher en 1767. Faisant face au portail Sud se remarque, à gauche, sur un support de pierre, une cloche (voir photo) qui porte une longue inscription dont une seule partie est visible, on y lit... " François POUPART, maître PIERRE septembre 1735 IHS de la forge de LOPIGNEUX." Au-dessus de cette cloche et légèrement à gauche figure une inscription en caractères gothiques. Beaucoup plus à gauche toujours face au portail Sud, se lit l'inscription suivante : RÉÉDIFIE PAR LA GOAUTE D'ARRANCY EN L'AN 1771, REQUIESCANT IN PACE AMEN.
- Chapelle Notre-Dame de Lourdes. l'abbé Chevin a fait construire cette chapelle en 1910 à la sortie du village
- Chapelle Saint-Clément. Elle était située à quelques mètres du bas du jardin du presbytère et fut détruite en 1810.
- Chapelle dite de Lorette. Elle se trouvait au sud-est du village et "François Lorette curé d'Ugny - François Lorette curé de Han".
- Chapelle de Lopigneux. En 1706, le vicaire général du diocèse de Trèves auquel appartenait Arrancy, autorise l'érection à Lopigneux, d'une petite chapelle ou pourra être célébrée la messe pour la nécessité des ouvriers occupés aux travaux de la forge". Elle était fort petite et mesurait 7,50 m sur 5,35 m, au-dessus de la porte d'entrée se trouvait une inscription : « Cette chapelle a été érigée en l'honneur de Notre-Dame et restauré par Messieurs Poupart et
P. Maucler, maîtres et propriétaires des Forges de Lopigneux en 1751. Achetée en 1735 ».
- Les croix. Les 23 et 24 août 1914, la bataille d'Arrancy fait plus de 700 tués, tant soldats français qu'allemands. Deux sites symbolisent les combats acharnés : 
  - La croix de Fer : où le commandant Sabatier du 132e R.I. et trente de ses hommes sont tombés au champ d'honneur ;
  - La croix Pacot : le lieutenant-colonel Castelnau et le colonel Richard du 46e R.I. encerclés par les troupes allemandes venant du village et des hameaux des Eurantes tombèrent avec tous leurs hommes (voir référence[3]).

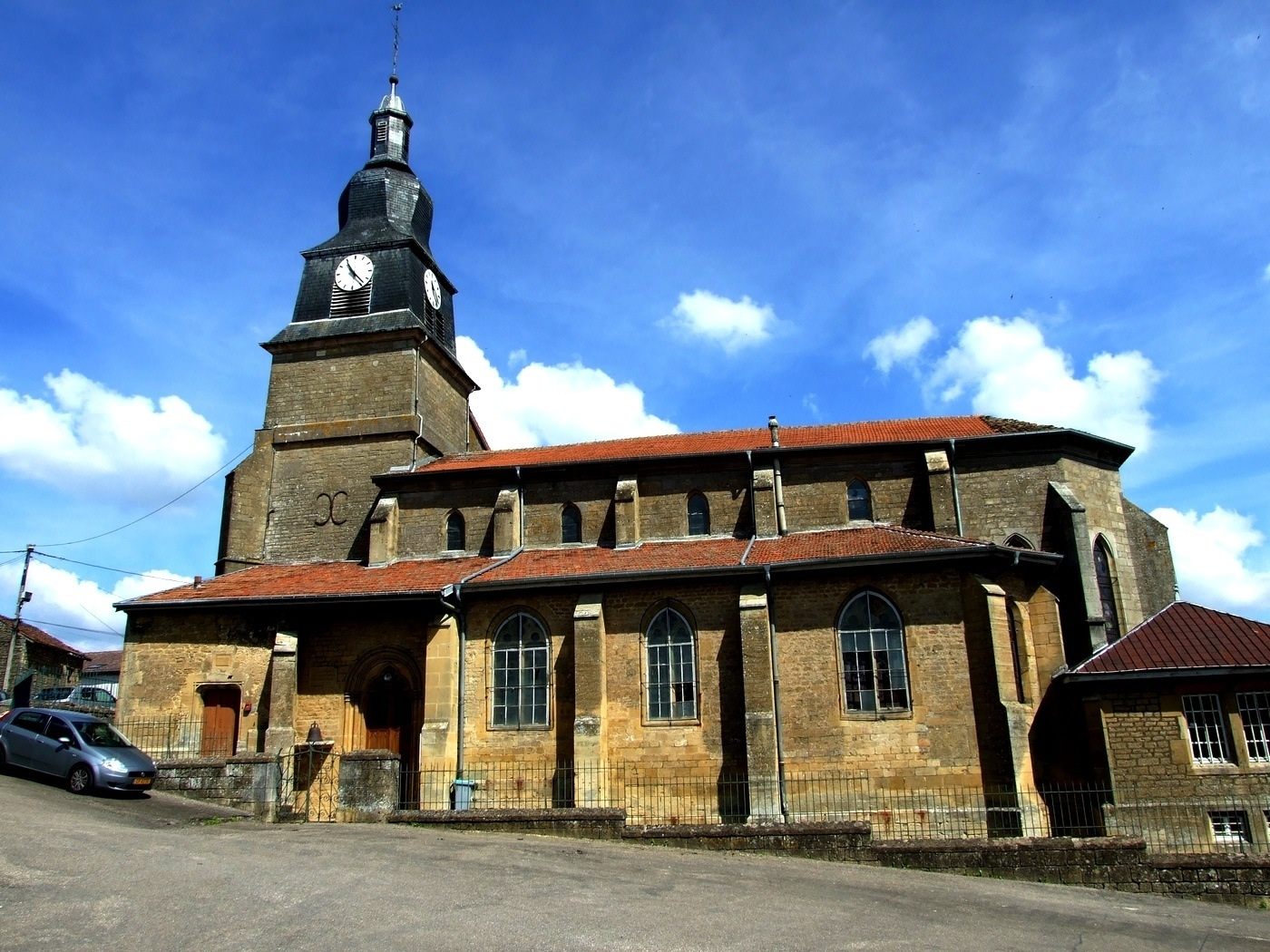
Église Saint-Maurice.
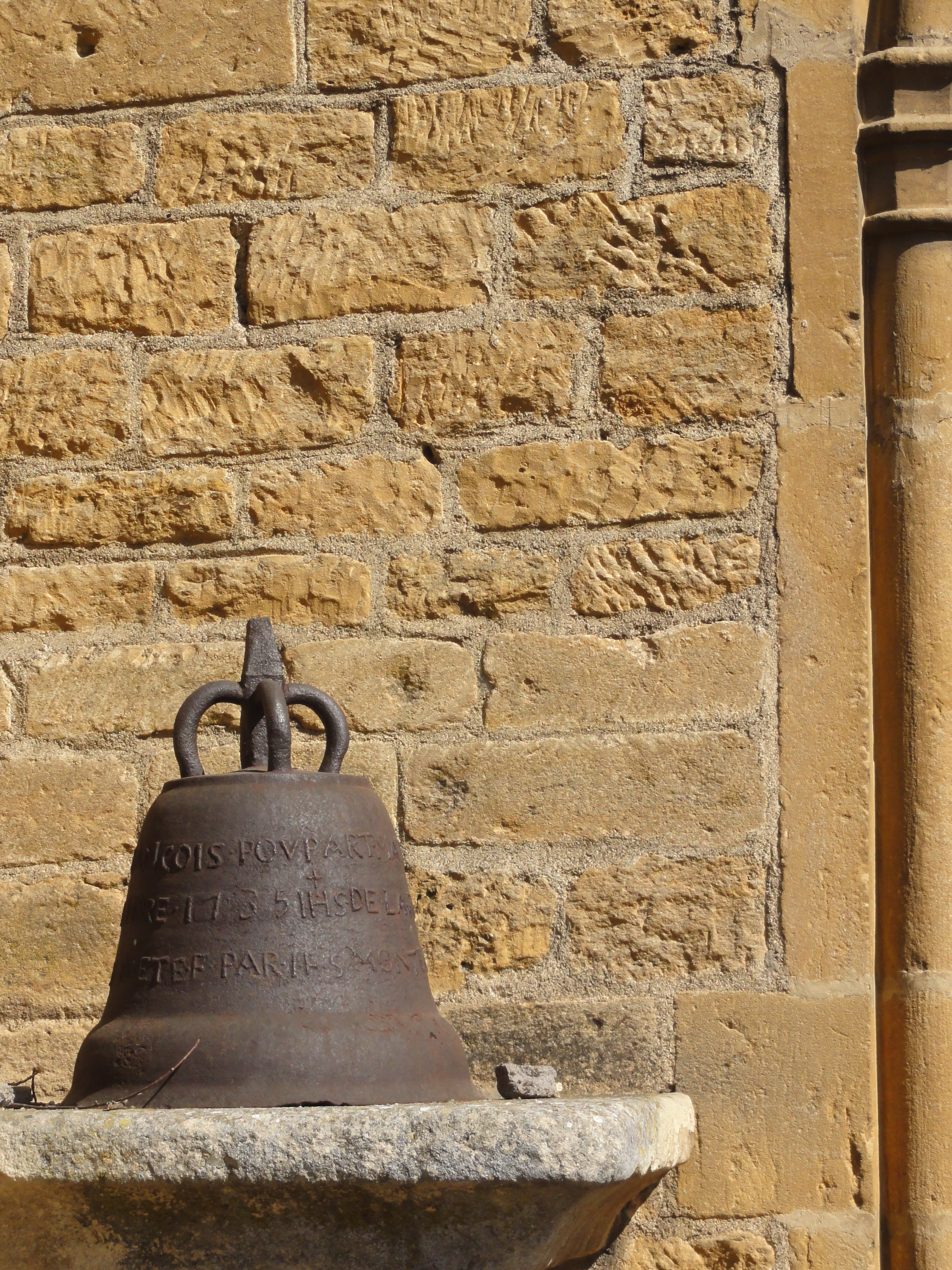
Église, la cloche.
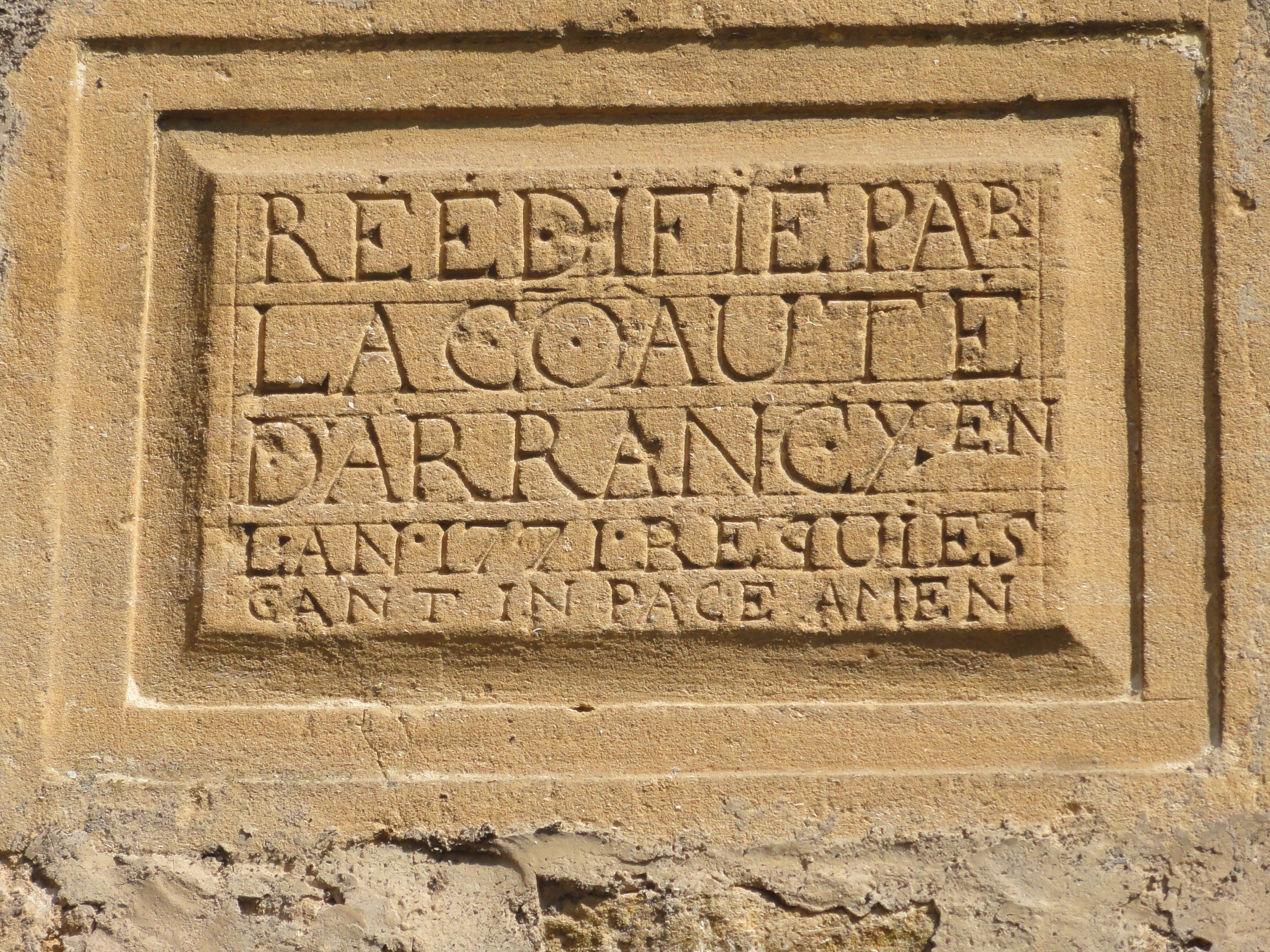
L'église, l'inscription de réédification.
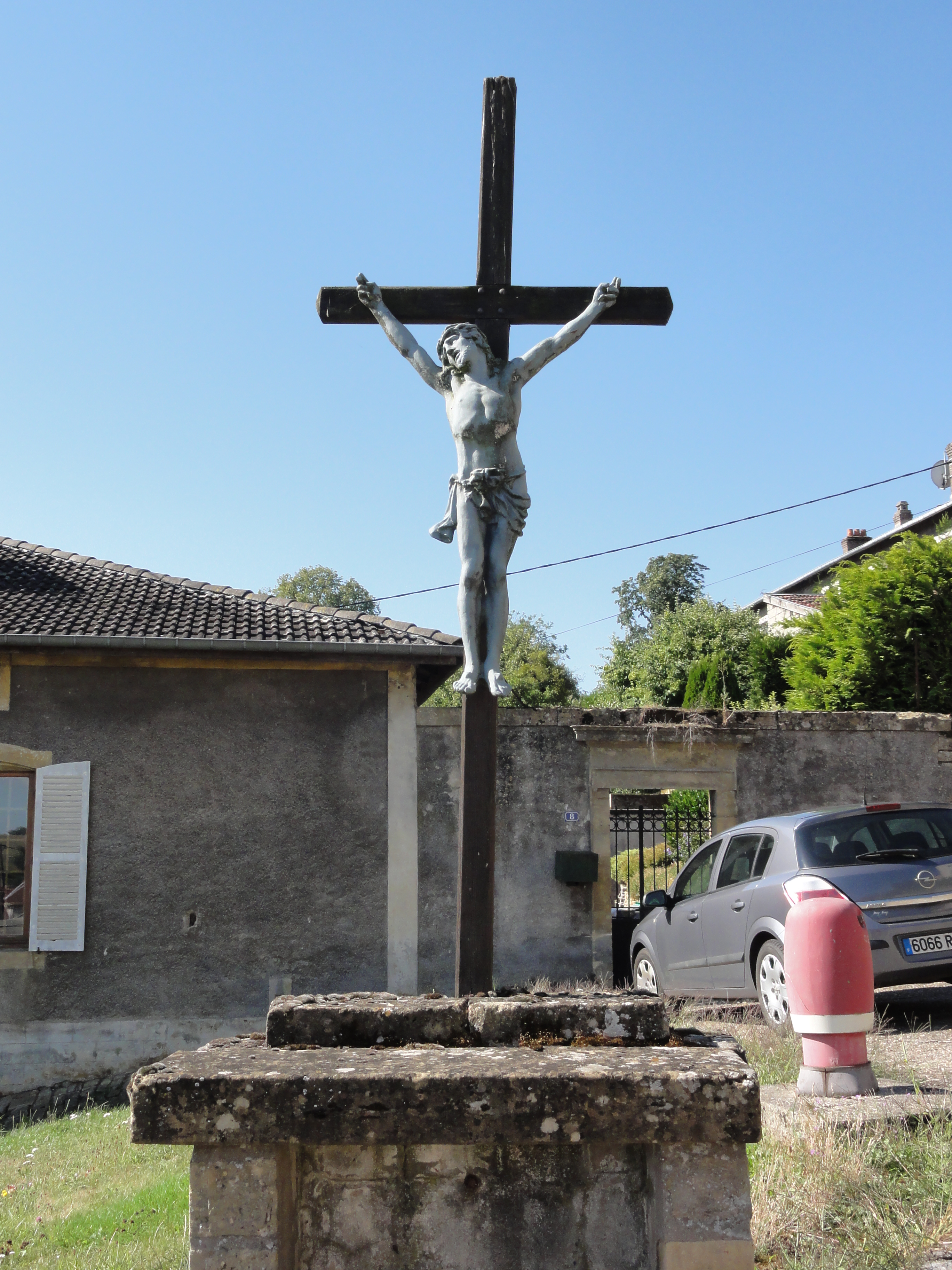
une croix de chemin.

#### Édifices civils
- Le cimetière militaire.
- Le monument aux morts, situé dans l'enceinte du cimetière militaire, érigé en 1921 perpétue le souvenir de tous les enfants du village tombés au champ d'honneur. Stèle réalisée par le sculpteur Fivet, surmontée d'un poilu  en bronze, elle abrite un caveau où reposent plusieurs combattants de différents conflits (Première et Seconde Guerres mondiales). Ce monument a été victime du terrible orage de 1990.
- Le Château d'Arrancy-sur-Crusnes  Inscrit MH (1982)[26]. Selon Joffin l'ancien château se trouvait dans l'enceinte de l'église. Le château actuel a été édifié sur l'emplacement de l'ancien château des prévôts détruit en 1756. Le corps de bâtiment central très sobre de ligne est flanqué de chaque côté d'une tour carrée. La toiture est en ardoise. Une encoche pratiquée à l'angle extérieur de la tour droite est décorée d'une pierre sculptée aux traits du général Charles Chonet de Bollemont (ou Bolmont). À l'intérieur une taque de cheminée porte la date 1685. Des pierres de différents aspects utilisées dans les murs laissent à penser que des restaurations ont été effectuées à différentes époques.
- Il exista dans le village, rue Mutel, un autre château avec cour fermée et grand parc, construit en 1641 par l'archevêque de Trêves pour y loger son intendant. Dans un pavillon se trouve une petite chapelle ogivale. Ce château qui a longtemps appartenu à une vieille famille d'Arrancy, les Launois, grands-parents d'Henri Poincaré est avant 1914 la propriété de M. Reny-Dorion.
- La fontaine dite au Raménil érigée au XIXe siècle, qui capte la source du château, a servi principalement d'abreuvoir au bétail et de lavoir public. En 1985, une équipe de scouts de France plante un peuplier, témoin de la rénovation effectuée par leurs soins.
- La fontaine située rue du Milieu, de style XIXe, est constituée de deux bacs à lavoirs intérieurs à l'origine, et d'un bac circulaire extérieur permettant d'abreuver principalement les chevaux. La restauration effectuée en 1989 permet de raviver la mémoire de l'eau du village.
- Les forges de Lopigneux, fondé par Jean Chonet, né en 1645, arrière-grand-père du général Charles Chonet de Bollemont, capitaine d'industries, il s'intéresse de bonne heure à la métallurgie. En 1705, il obtient du duc de Lorraine, l'autorisation de construire une forge sur la Crusnes, à Lopigneux, près d'Arrancy. En 1716, Jean Chonet, obtient de l'abbaye de Châtillon, l'ascensement du moulin de Vaux qui était alors pratiquement ruiné et qu'il transforme en platinerie. Jean Chonet meurt en 1728. Quinze ans après leur arrivée, les nouveaux propriétaires, Pierre Mauclerc et François Poupart ont transformé les lieux : le haut fourneau, l'affinerie, la chaufferie, la renardière et la platinerie tournent à plein régime. En 1751, Mauclerc et Poupart font construire une maison de maître, et font restaurer la petite chapelle que l'on pouvait encore admirer, il y a quelques années, au bord de la Crusnes et qui, aujourd'hui, est complètement délabrée. Pendant la période où Mauclerc et Poupart (puis leurs héritiers) s'occupèrent de la forge (1735 - 1764), Lopigneux produisit des taques clairement identifiées. Les taques sont généralement datées et portent la mention du nom de la forge. La forge de Lopineux, en 1783, est rattachée aux « Forges, Fonderies et Platineries de Longuyon-Lopigneux et Vézin ».

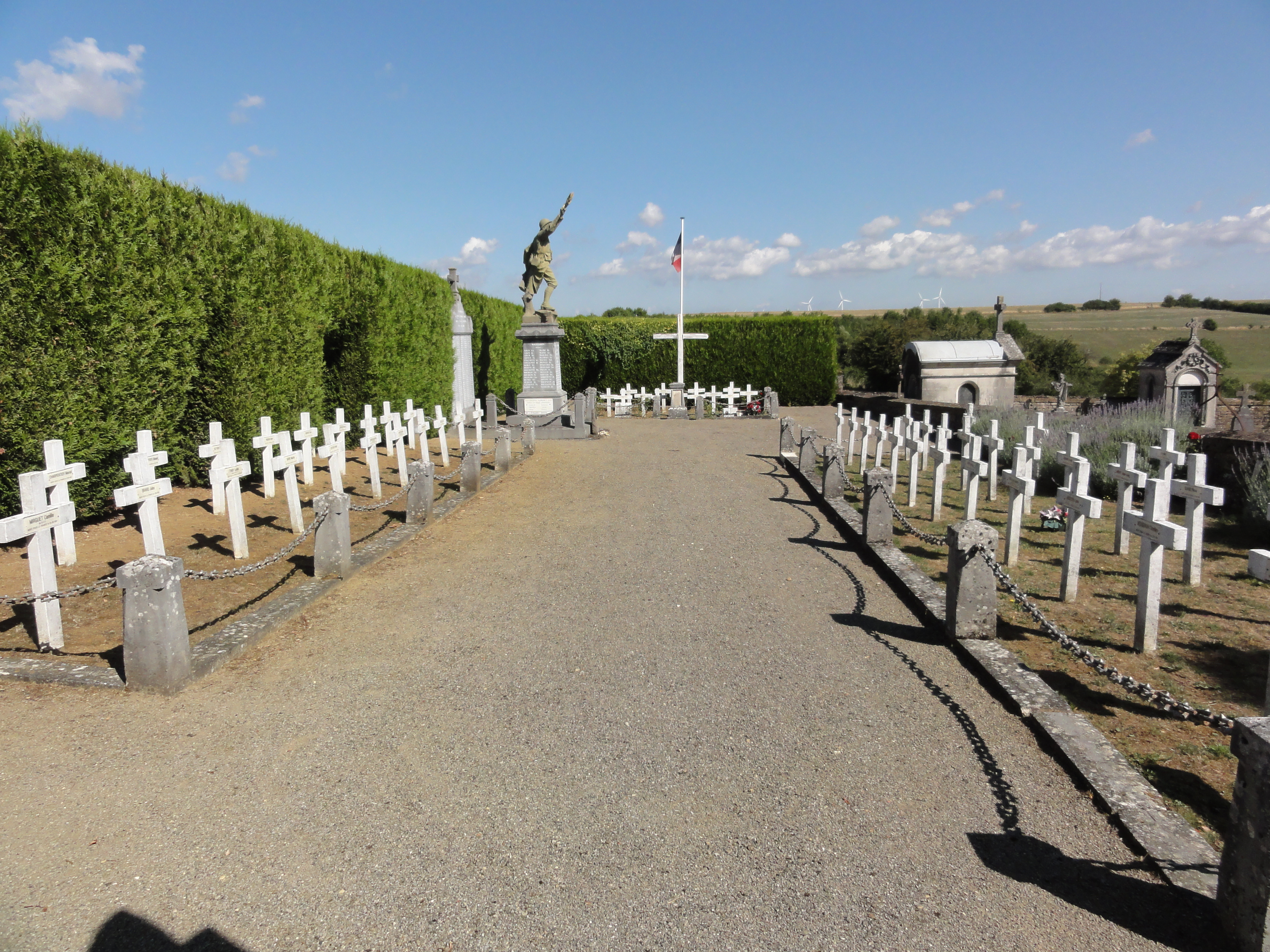
Le cimetière militaire
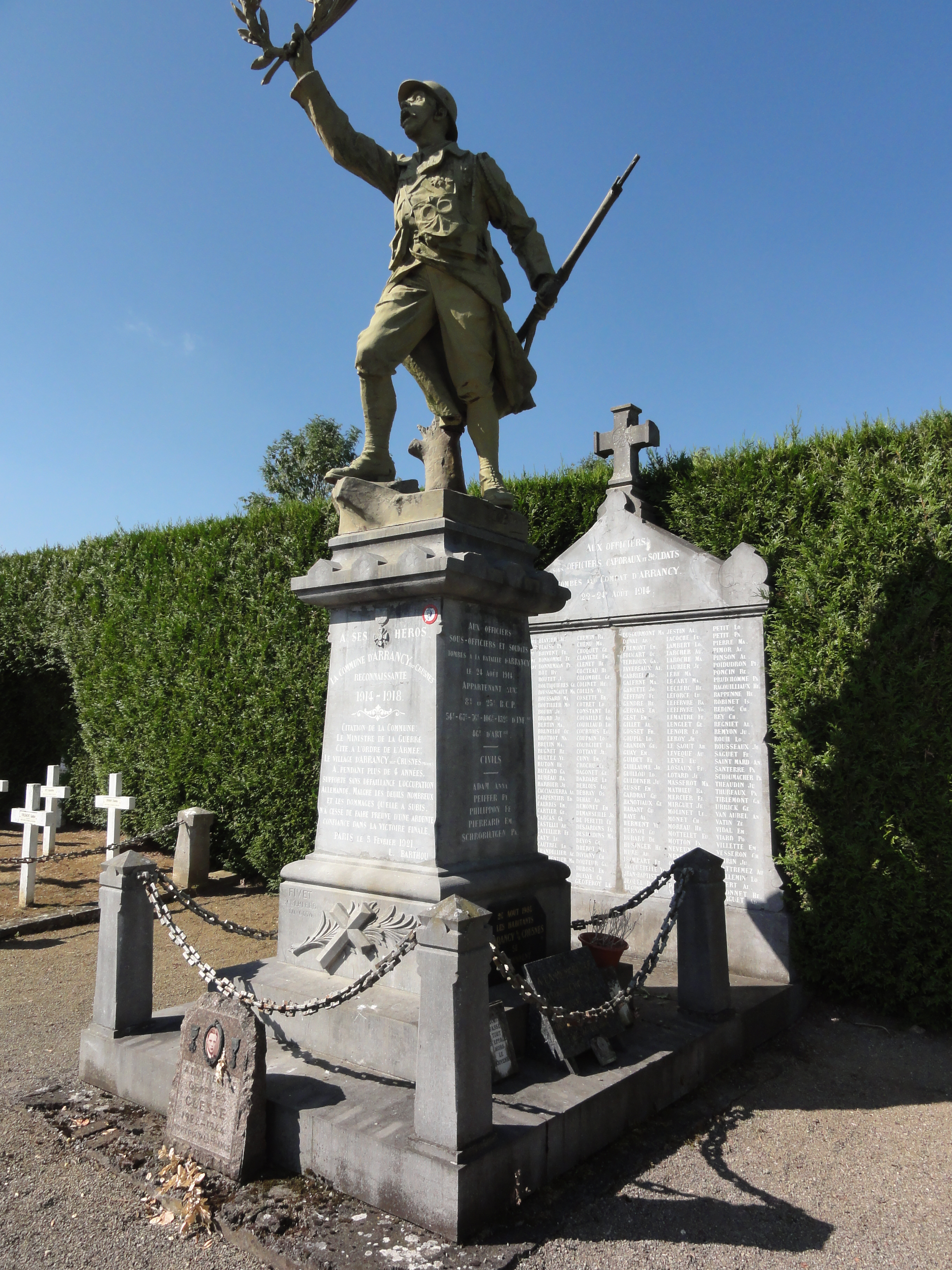
Le monument aux morts
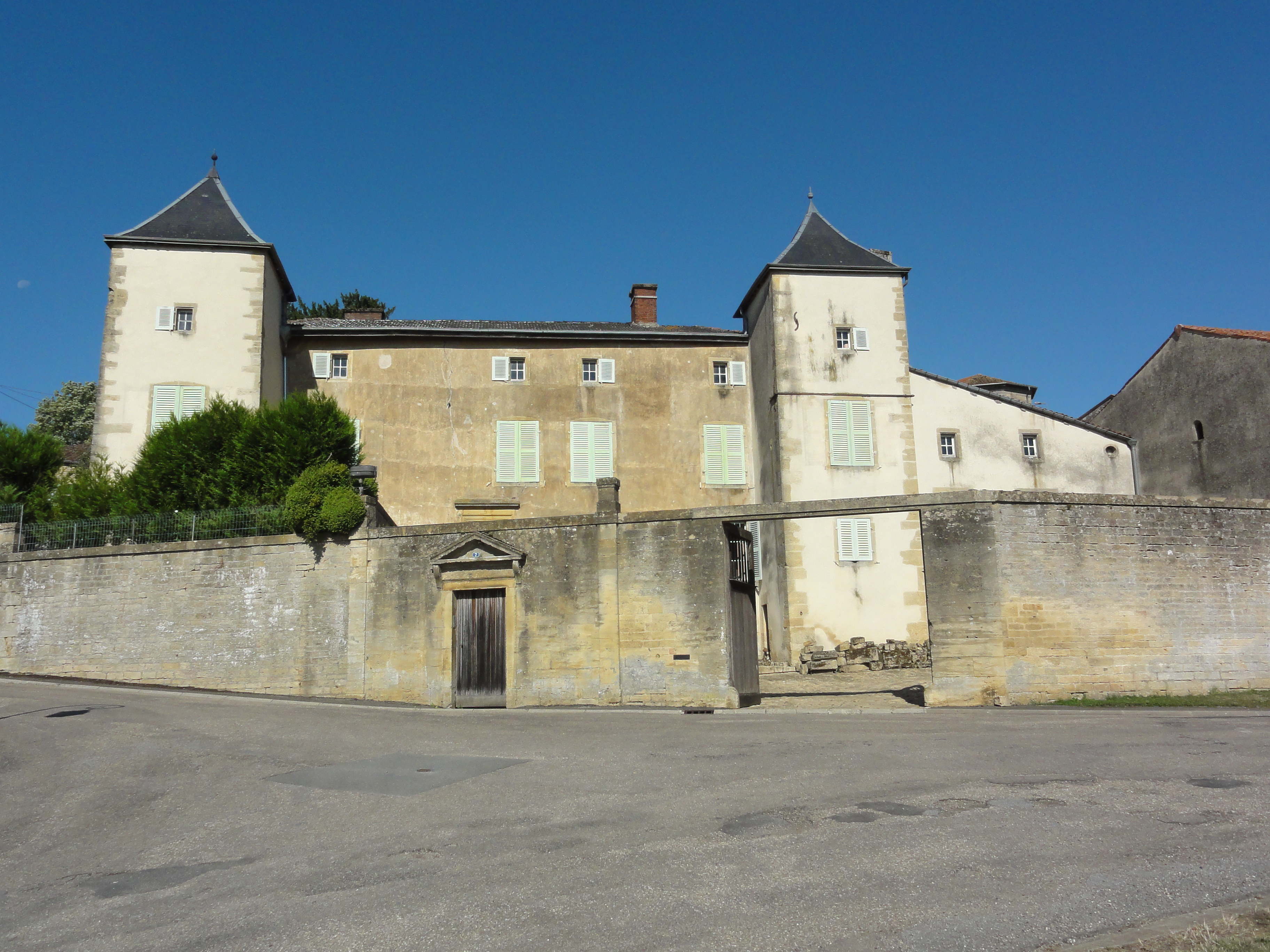
Le château.
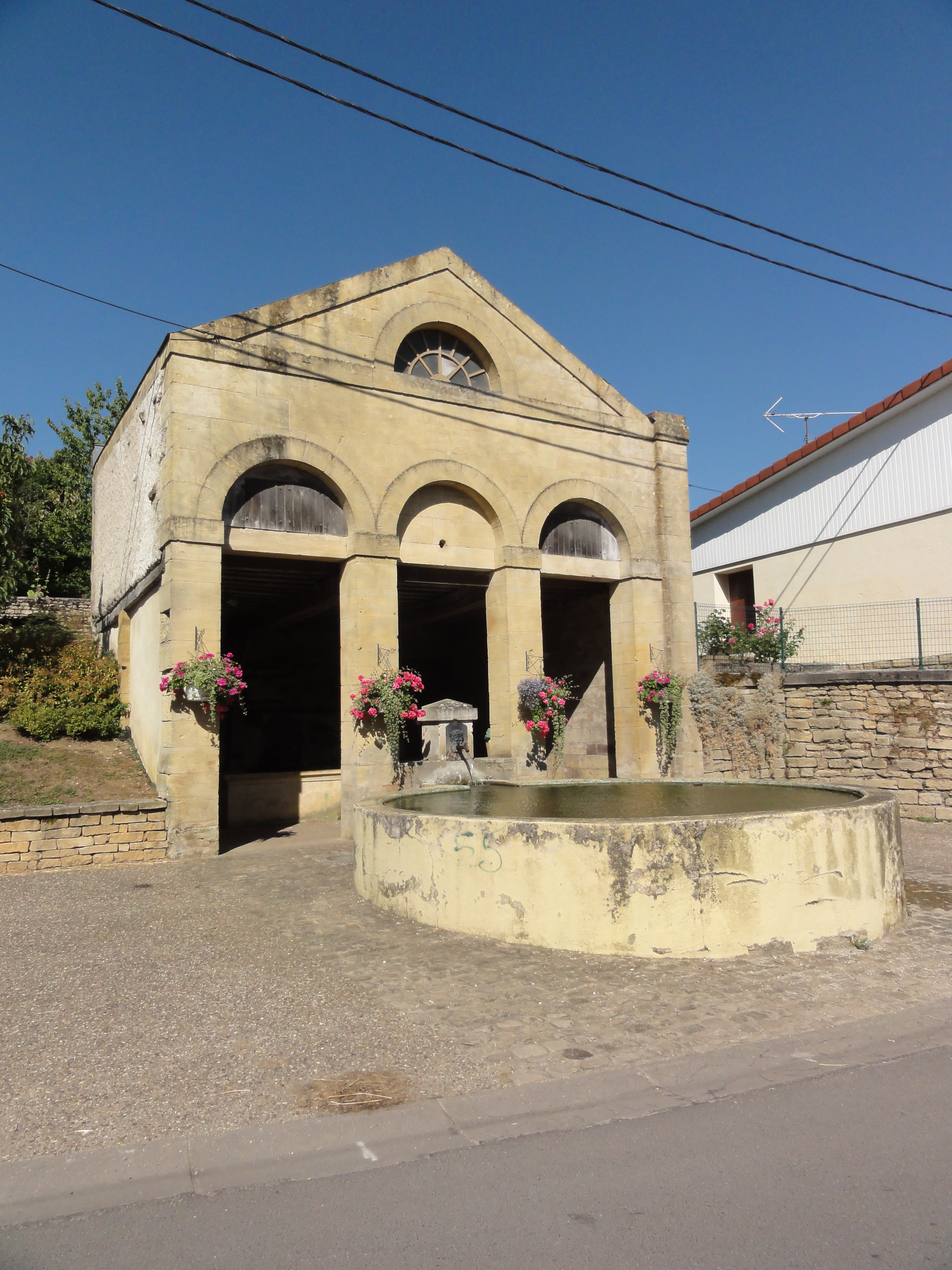
Lavoir et fontaine rue du Milieu.

### Personnalités liées à la commune
Le mathématicien Henri Poincaré, dont la mère était une Launois venait passer ses vacances au château de la rue Mutel.

### Décoration française
- Croix de guerre 1914-1918 : 5 février 1921.

### Héraldique
| Blason | Blasonnement : D'azur semé de croix recroisetées au pied fiché d'or, à deux bars adossés du même, à la rivière ondée d'argent issant de la pointe. |